# Kadrabolina elongata
Kadrabolina elongata är en insektsart som beskrevs av Knight och Webb 1993. Kadrabolina elongata ingår i släktet Kadrabolina och familjen dvärgstritar. Inga underarter finns listade i Catalogue of Life.